# Phorocardius yunnanensis
Phorocardius yunnanensis (лат.) — вид жуков-щелкунов из подсемейства Cardiophorinae (Elateridae).

## Распространение
Юго-Восточная Азия: Китай (Yunnan).

## Описание
Длина тела 7–10 мм. Покров чёрный и блестящий (неметаллический), надкрылья без жёлтых полос. Нижняя сторона буровато-чёрная с 2–3 последними вентритами жёлто-коричневыми. Усики от коричневых до жёлто-коричневых, первые два антенномера немного светлее. Ноги полностью жёлто-коричневые (кроме коричнево-черных тазиков). Поверхность тела в жёлтом опушении. Переднегруди: прококсальные впадины приоткрытые; простернальный отросток не сильно сужен сзади к вентральной вершине при виде снизу, с усеченной или слегка закругленной вершиной. Птероторакс: щитик с заостренной задней вершиной. Коготок предплюсны с вентральной вершиной не меньше дорсальной. Гениталии самца: острый парамер при виде снизу с небольшим острым предвершинным латеральным расширением, без апикального мезальнгой каллуса. Самка: вершина последнего вентрита брюшка (V вентрита) усечена до слегка выпуклой, загнутой кверху, с каждой стороны надрезом.
Переднеспинка с боковым килем, не доходящим до переднего края, скрытым при виде сверху выступающим краем дорсальной части переднеспинки (= субмаргинальная линия); прококсальные полости открытые.